# Iphiaulax cephalotus
Iphiaulax cephalotus är en stekelart som beskrevs av Gyöö Viktor Szépligeti 1908. Iphiaulax cephalotus ingår i släktet Iphiaulax och familjen bracksteklar. Inga underarter finns listade i Catalogue of Life.